# Baetyl 1 von Knowth
 Der 49,5 cm lange Baetyl 1 von Knowth ist ein Sandsteinobjekt, das beinahe einzigartig auf den Britischen Inseln ist. Der Ausgräber George Eogan fand es nahe Tomb 12, an der Außenseite, nahe dem westlichen Zugang der Megalithanlage Knowth I, im County Meath und hält es für den Beleg, dass zwischen Irland und der Iberischen Halbinsel in der Steinzeit nicht nur die mythologisch beschriebenen, sondern auch reale Beziehungen bestanden. Die Gegenstücke zu dem irischen Unikat findet er in den ähnlich geformten konischen, rillenverzierten Idolen Portugals, den Kalksteinidolen. 

## Beschreibung
Der Kopf des Baetyl hat 30 cm Durchmesser und eine kleine äußere Anschrägung. Von dort aus verjüngt er sich gleichmäßig bis zur gerundeten Spitze. Der Querschnitt ist rund, aber auf einer Seite gibt es eine v-förmige, sich in Längsrichtung ebenfalls verjüngende Rille. Sie endet nahe der Spitze und verbreitert sich am Kopf trichterförmig. Der obere Teil ist außen mit zehen gewölbten Nuten verziert, die schräg zur Achse verlaufen. 
Formverwandt mit dem Sandsteinobjekt sind zwei etwa 20 cm lange Stifte aus Knochen bzw. Geweih (einer ist durch Hitzeeinwirkung beschädigt), die in der Anlage von Fourknocks und in der Ablagerung einer Verbrennung der Anlage Knowth 3 gefunden wurden. Ihr gewölbter Kopf hat ungefähr 17 mm Durchmesser. Sie sind in ähnlicher Weise mit einer Längs- und vielen Querrillen verziert.